# Yen Press
Yen Press LLC ist ein amerikanischer Verlag für Manga und Graphic Novels, welcher der Kadokawa Corporation und der Hachette Book Group gemeinsam gehört. Neben den regelmäßigen Serien von Yen Press erscheint noch Yen Plus, eine monatliche Manga-Anthologie. Der Verlag vertreibt eine breite Palette an japanischen Manga, koreanischen Manhwa und anderen internationalen Comics. Neben den übersetzten Materialien veröffentlicht Yen Press auch eine amerikanische Reihe, unter anderem eine Manga-Adaption von James Pattersons Maximum Ride und Svetlana Chmakovas Nightschool.

## Geschichte
Yen Press wurde 2006 von Kurt Hassler (ehemals Borders Group) und Rich Johnson (DC Comics VP, verließ die Gesellschaft 2008) gegründet. Im Juli 2007 wurde angekündigt, dass Yen Press ICEkunion aufnehmen würde, einen koreanischen Verlag, der zuvor schon Manhwa in den USA veröffentlicht hatte. Kurt Hassler versicherte, dass der Verlag alle Titel von ICEkunion weiterführen würde.
Weitere Statements besagten, dass Yen Press 2008 allein 30–40 Bände veröffentlichen wolle. In diesem Zug wurde auch die Veröffentlichung der Serie Nightschool angekündigt, welche von der kanadischen Künstlerin Svetlana Chmakova gestaltet wird.
Auf der New York Comic Con 2008 kündigte Yen Press an, dass die Titel Soul Eater, Nabari no Ou, Sumomomo Momomo, Bamboo Blade und Higurashi no Naku Koro ni in der monatlichen Anthologie Yen Plus herausgegeben würden. Die erste Ausgabe erschien am 29. Juli 2008.
2009 erwarb Yen Press die Rechte an Yotsuba&! und Azumanga Daioh von ihrem früheren Lizenzunternehmen A.D. Vision.
2016 wurde Yen Press in ein Joint Venture zwischen der Hachette Book Group und dem bedeutenden japanischen Verlag Kadokawa Corporation umgewandelt, wobei Kadokawa 51 % der Anteile hält.

## Titel

### Original series
- Beautiful Creatures, Kami Garcia & Margaret Stohl; Cassandra Jean
- The Clique, Lisi Harrison; Yishan Li
- Daniel X James Patterson, Michael Ledwidge; Seung Hui Kye
- The Dark-Hunters: Infinity, story by Sherrilyn Kenyon, art by JiYoung Ahn
- Gossip Girl; Hye Kyung Baek, nach der Idee von Cecily von Ziegesar
- The Infernal Devices, story by Cassandra Clare, art by HyeKyung Baek
- Interview with the Vampire: Claudia's Story, nach Gespräch mit einem Vampir von Anne Rice; Ashley Marie Witter
- Maximum Ride, James Patterson; Na Rae Lee
- Nightschool, Svetlana Chmakova
- Soulless, Gail Carriger; Rem
- Twilight: The Graphic Novel; Stephenie Meyer; Young Kim
- The World of Quest, Jason T. Kruse

### Manga
| von | | |
| --- | --- | --- |
| - A Certain Magical Index, Chuya Kogino, nach einer Geschichte von Kazuma Kamachi; Kiyotaka Haimura - Accel World, Reki Kawahara; Hiroyuki Aigamo - Adachi to Shimamura, Hitoma Iruma - Akame ga Kill!, Takahiro; Tetsuya Tashiro - Akame ga Kill! Zero, Takahiro; Kei Toru - Aldnoah.Zero Season One, Olympus Knights; Pinakes - Alice in Murderland by Kaori Yuki - Alice in the Country of Hearts, QuinRose; Soumei Hoshino - Alice in the Country of Hearts: My Fanatic Rabbit, QuinRose; Delico Psyche - Alice on Deadlines, by Shiro Ihara - Angels of Death, Makoto Sanada; Kudan Nazuka - Ani–Imo, Haruko Kurumatani - Another, Yukito Ayatsuji; Hiro Kiyohara - Aoharu x Machinegun, NAOE - As Miss Beelzebub Likes, matoba - Azumanga Daioh, Kiyohiko Azuma - B. Ichi, Atsushi Ohkubo - Bamboo Blade, Masahiro Totsuka; Aguri Igarashi - Barakamon, Satsuki Yoshino - Betrayal Knows My Name, Hotaru Odagiri - Big Order, Sakae Esuno - Black Bullet, Shiden Kanzaki; Morinohon, Saki Ukai - Black Butler, Yana Toboso - Black God; Dall-Young Lim; Sung-Woo Park - Blood Lad, Yuuki Kodama - A Bride's Story, Kaoru Mori - BTOOOM!, Junya Inoue - Bunny Drop, Yumi Unita - Bungo Stray Dogs, Kafka Asagiri; Sango Harukawa - Cat Paradise, Yuji Iwahara - Chaika - The Coffin Princess, Shinta Sakayama, nach einer Geschichte von Ichirō Sakaki; Namaniku ATK - Cirque du Freak, Darren Shan; Takahiro Arai - Crimson-Shell, Jun Mochizuki - Darker Than Black, Bones und Tensai Okamura; Nokiya - Death March to the Parallel World Rhapsody, Megumu Aya, nach einer Geschichte von Hiro Ainana; shri - Demonizer Zilch, Milan Matra - Dimension W, Yūji Iwahara - The Disappearance of Nagato Yuki-chan, Nagaru Tanigawa; by PUYO, Noizi Ito - Doubt, Yoshiki Tonogai - Dragon Girl, Toru Fujieda - Dragons Rioting, Tsuyoshi Watanabe - Durarara!!, Ryohgo Narita; Akiyo Satorigi - Emma, Kaoru Mori - Erased, Kei Sanbe - First Love Monster, Akira Hiyoshimaru - Fullmetal Alchemist, Hiromu Arakawa † - Girls’ Last Tour, Tsukumizu - Goblin Slayer!, Kōsuke Kurose - Hero Tales, Huang Jin Zhou; Hiromu Arakawa - Highschool of the Dead, Daisuke Satō; Shōji Satō - Higurashi When They Cry, Ryukishi07 - Horimiya, Hero; Daisuke Hagiwara | - Ichiroh!, Mikage - Is It Wrong to Try to Pick Up Girls in a Dungeon?, Kunieda, nach einer Geschichte von Fujino Omori; Suzuhito Yasuda - The Isolator, Reki Kawahara; Naoki Koshimizu - Is This a Zombie? von Shinichi Kimura; Sacchi - Judge von Yoshiki Tonogai - Kagerou Daze, Jin (Shizen no Teki-P); Mahiro Satou, Sidu und Wannyanpuu- - Kakegurui - Compulsive Gambler von Homura Kawamoto und Tōru Naomura - Kaoru Mori: Anything and Something, Kaoru Mori - K-On!, Kakifly - Karneval, Tōya Mikanagi - Kaze no Hana, Ushio Mizta; Akiyoshi Ohta - Kieli, Yukako Kabei; Shiori Teshirogi - Kingdom Hearts, Shiro Amano, Original Concept: Tetsuya Nomura (früher von Tokyopop) - Kin-iro Mosaic, Yui Hara - Kobato., Clamp - KonoSuba: God's Blessing on This Wonderful World!, Masahito Watari, nach einer Geschichte von Natsume Akatsuki; Kurone Mishima - Log Horizon, Mamare Touno; Kazuhiro Hara - Love Quest, Lily Hoshino - The Melancholy of Haruhi Suzumiya, Nagaru Tanigawa; Gaku Tsugano, Noizi Ito - The Melancholy of Suzumiya Haruhi-chan; Puyo, nach dem Original von Nagaru Tanigawa, Noizi Ito - The Misfortune of Kyon and Koizumi, Nagaru Tanigawa; Noizi Ito - Monthly Girls' Nozaki-kun, Izumi Tsubaki - Mr. Flower Bride, Lily Hoshino - Mr. Flower Groom, Lily Hoshino - Murciélago, Kana Yoshimura - My Girlfriend's a Geek, Pentabu; Rize Shinba - Nabari no Ou, Yuhki Kamatani - Nightmare Inspector: Yumekui Kenbun † Shin Mashiba - Himeyuka and Rozione's Story, Yumeka Sumomo - Not Love But Delicious Foods, Fumi Yoshinaga - O-Parts Hunter, † Seishi Kishimoto - Of the Red, the Light, and the Ayakashi, HaccaWorks* und Nanao - Omamori Himari, Milan Matra - Oninagi, Akira Ishida - Overlord, Satoshi Ōshio; Hugin Miyama - Pandora Hearts, Jun Mochizuki - Prison School, Akira Hiramoto - Puella Magi Homura Tamura, Magica Quartet - Puella Magi Kazumi Magica: The Innocent Malice, Magica Quartet; Masaki Hiramatsu - Puella Magi Madoka Magica, Magica Quartet; Hanokage - Puella Magi Madoka Magica: Homura's Revenge, Magica Quartet - Puella Magi Madoka Magica: The Different Story, Magica Quartet; Hanokage - Puella Magi Madoka Magica: The Movie -Rebellion-, Magica Quartet; Hanokage - Puella Magi Oriko Magica, Magica Quartet; Kuroe Mura - Puella Magi Oriko Magica Sadness Prayer, Magica Quartet; Kuroe Mura - The Record of a Fallen Vampire, Yuri Kimura † - Rokka -Braves of the Six Flowers-, Ishio Yamagata; Kei Toru - RomeoxJuliet, COM - Rose Guns Days, Ryukishi07; Soichiro - The Royal Tutor, Higasa Akai - Rust Blaster, Yana Toboso | - Sakura no Himegoto, Akira Hagio - Sasameke, Ryuji Gotsubo - Scum's Wish, Mengo Yokoyari - Secret, Yoshiki Tonogai - Sekirei, Sakurako Gokurakuin - Shōjo Shūmatsu Ryokō, Tsukumizu - Shoulder-a-Coffin Kuro, Satoko Kiyuduki - Smokin’ Parade, Jinsei Kataoka und Kazuma Kondou - So, I Can't Play H!, Pan Tachibana; Yoshiaki Katsurai und Shou Okagiri - Soul Eater, Atsushi Ohkubo - Soul Eater Not!, Atsushi Ohkubo - Space Dandy, Masafumi Haradaand; Sung-woo Park und RED ICE - Spice and Wolf, Isuna Hasekura - Spiral: The Bonds of Reasoning, Kyo Shirodaira; Eita Mizuno - S.S. Astro, Negi Banno - Strike the Blood, Gakuto Mikumo - Sumomomo Momomo, Shinobu Ohtaka - Sundome, Kazuto Okada - Sunshine Sketch, Ume Aoki - Suzunari!, Shoko Iwami - Sword Art Online: Aincrad, Reki Kawahara; Tamako Nakamura - Sword Art Online: Fairy Dance, Reki Kawahara; Hazuki Tsubasa - Sword Art Online: Girls Ops, Reki Kawahara; Neko Nekobyō - Sword Art Online: Progressive, Reki Kawahara; Kiseki Himura - Tale of the Waning Moon, Hyouta Fujiyama - Tena on S-String, Sesuna Mikabe - The Devil Is a Part-Timer!, Akio Hīragi, nach einer Geschichte von Satoshi Wagahara; 029 - Thermae Romae, Mari Yamazaki - Today's Cerberus, Ato Sakurai - Tohyo Game: One Black Ballot to You, Chihiro und Goo; Tatsuhiko - Triage X, Shouji Sato - Trinity Seven, Kenji Saitō; Akinari Nao - Übel Blatt, Etorōji Shiono - Ugly Duckling's Love Revolution, Yuuki Fujinari - Umineko When They Cry, Ryukishi07; Kei Natsumi - Unhappy Go Lucky!, Cotoji - Until Death Do Us Part, Hiroshi Takashige; DOUBLE-S - Welcome to the Erotic Bookstore, Pon Watanabe - Welcome to Wakaba-Soh, Chako Abeno - With the Light, Keiko Tobe - Yotsuba&!, Kiyohiko Azuma - Yowamushi Pedal, Wataru Watanabe - Zombie-Loan, Peach-Pit |

† – Rechte für Drucke liegen bei Viz Media. Yen Press hält nur die Rechte für Digital Distribution (Square Enix).

### Manhwa
| - 11th Cat, MiKyung Kim - 13th Boy, SangEun Lee - Angel Diary, YunHee Lee; Kara - Aron's Absurd Armada, MiSun Kim - The Antique Gift Shop, Eun Lee - Bring It On!, HyeKyung Baek - Chocolat, JiSang Shin und Geo - Comic, Si Hyun Ha - Croquis Pop, Kwang Hyun Seo; Jin Ho Ko - Cynical Orange, Ji Un Yun - Forest of Gray City, Jung Hyun Uhm - Freak, Dong Eun Yi; Chung Yu - Goong, So Hee Park - Heavenly Executioner Chiwoo, Ha Na Lee; Kang Ho Park - Hissing, Eun Young Kang - Jack Frost, Jin Ho Ko | - Laon, Hyun You; Young Bin Kim - Legend, Soo Jung Woo; Kara - Moon Boy, YoungYou Lee - One Fine Day, Sirial - One Thousand and One Nights, Jin Seok Jeon; Seung Hee Han - Raiders, Jin Jun Park - Pig Bride, Kook Hwa Huh und Su Jin Kim - Real Lies, Si Young Lee - Sarasah, Ryang Ruy - Sugarholic, Goo Goo Gong - Time and Again, Ji Un Yun - Very! Very! Sweet, Ji Sang Shin; Geo - You're So Cool, YoungHee Lee |

### Manhua
- An Ideal World, Weidong Chen; Chao Peng
- Step, Yanshu Yu
- The History of The West Wing, Sun Jiayu; Guo Guo
- Wild Animals, Song Yang

### Light novels
Eine weitere Sparte sind Light Novels:
| - A Certain Magical Index, Kazuma Kamachi; Kiyotaka Haimura - A Sister's All You Need, Yomi Hirasaka; Kantoku - Accel World, Reki Kawahara; HiMA - Another, Yukito Ayatsuji - Another Episode S, Yukito Ayatsuji - The Asterisk War, Yuu Miyazaki; Okiura - Baccano!, Ryohgo Narita; Katsumi Enami - Black Bullet, Shiden Kanzaki; Saki Ukai - Book Girl, Mizuki Nomura; Miho Takeoka - Death March to the Parallel World Rhapsody, Hiro Ainana; shri - The Devil Is a Part-Timer!, Satoshi Wagahara; 029 (Oniku) - Durarara!!, Ryohgo Narita; Suzuhito Yasuda - The Empty Box and the Zeroth Maria, Eiji Mikage; Tetsuo (415) - Goblin Slayer!, Kumo Kagyu; Noboru Kannatuki - Haruhi Suzumiya, Nagaru Tanigawa; Noizi Ito - The Hero and His Elf Bride Open a Pizza Parlor, Kaya Kizaki; Shiso - I've Been Killing Slimes for 300 Years, Kisetsu Morita; Dontsugel - The Irregular at Magic High School, Tsutomu Satō; Kana Ishida - Is It Wrong to Try to Pick Up Girls in a Dungeon?, Fujino Omori; Suzuhito Yasuda - Is It Wrong to Try to Pick Up Girls in a Dungeon? Sword Oratoria, Fujino Omori; Kiyotaka Haimura - The Isolator, Reki Kawahara; Shimeji - Kagerou Daze, Jin (Shizen no Teki-P); Sidu - Kieli, Yukako Kabei; Shunsuke Taue | - Kingdom Hearts: The Novel, Tomoco Kanemaki; Shiro Amano - Kingdom Hearts: Chain of Memories The Novel, Tomoco Kanemaki; Shiro Amano - KonoSuba: God's Blessing on This Wonderful World!, Natsume Akatsuki; Kurone Mishima - Log Horizon, Mamare Touno; Kazuhiro Hara - Magical Girl Raising Project, Asari Endō; Maruino - My Girlfriend's a Geek, Pentabu - My Youth Romantic Comedy is Wrong as I Expected, Wataru Watari; Ponkan8 - No Game No Life, Yuu Kamiya - Overlord, Kugane Maruyama; so-bin - Pandora Hearts: Caucus Race, Shinobu Wakamiya; Jun Mochizuki - Psycome, Mizuki Mizushiro; Namanie - Re:Zero -Starting Life in Another World-, Tappei Nagatsuki; Shinichirou Otsuka - Reborn as a Vending Machine, Now I Wander the Dungeon, Hirukuma; Itsuwa Katou - Rokka -Braves of the Six Flowers-, Ishio Yamagata; Miyagi - Saga of Tanya the Evil, Carlo Zen; Shinobu Shinotsuki - So I'm a Spider, so What?, Okina Baba; Asahiro Kakashi - Spice and Wolf, Isuna Hasekura; Jū Ayakura - Strike the Blood, Gakuto Mikumo; Manyako - Sword Art Online, Reki Kawahara; abec - Sword Art Online: Progressive, Reki Kawahara; abec - That Time I Got Reincarnated as a Slime, Fuse; Mitz Vah - Tsuujou Kougeki ga Zentai Kougeki de ni Kai Kougeki no Okaa-san wa Suki Desuka?, Dachima Inaka; Pochi Iida - Your Name., Makoto Shinkai - Your Name. Another Side:Earthbound, Arata Kanoh; Masayoshi Tanaka und Hiyori Asakawa |

### Europäische Titel
- Dystopia, Judith Park (Deutschland)
- Toxic Planet, David Ratte (Frankreich)
- Y Square, Judith Park (Deutschland)
- Y Square Plus, Judith Park (Deutschland)
- Goldilocks and the Seven Squat Bears, Émile Bravo (Frankreich)